# نيكولا أوتاشفيتش
نيكولا أوتاشفيتش (بالصربية: Никола Оташевић) مواليد 25 يناير 1982 في جمهورية يوغوسلافيا الاشتراكية الاتحادية، هو لاعب كرة سلة صربي. بدأ مسيرته الاحترافية في سنة 2000. يلعب مع فريق تيميشوارا كلاعب هجوم خلفي. يحمل الرقم 10. لعب مع نادي فوتسوافك لكرة السلة ونادي بودوشنوست لكرة السلة.

## إحصائيات المسيرة

### كأس أوروبا
| السنة   | الفريق                    | لعب | بدأ | دقيقة | ميداني% | ثلاثية | حرة   | ارتداد | صنع | استلاب | تصدي | نقطة | أداء |
| ------- | ------------------------- | --- | --- | ----- | ------- | ------ | ----- | ------ | --- | ------ | ---- | ---- | ---- |
| 2006-07 | إس إس فليتشي سكاندون      | 6   | 1   | 13.0  | .615    | .600   | .778  | 1.0    | 2.3 | 1.7    | 0.0  | 4.3  | 6.8  |
| 2007–08 | نادي بودوشنوست لكرة السلة | 13  | 2   | 20.4  | .368    | .250   | .806  | 1.3    | 3.7 | 1.9    | 0.0  | 6.0  | 5.7  |
| 2008-09 | نادي بودوشنوست لكرة السلة | 5   | 0   | 19.0  | .429    | .600   | .583  | 2.8    | 1.4 | 0.8    | 0.0  | 4.4  | 3.8  |
| 2011–12 | نادي بودوشنوست لكرة السلة | 6   | 0   | 16.2  | .389    | .333   | .1000 | 1.7    | 2.3 | 1.3    | 0.0  | 3.0  | 2.7  |
| 2013–14 | إم زد تي سكوبيه           | 7   | 7   | 22.0  | .452    | .200   | .1000 | 2.0    | 3.1 | 0.9    | 0.0  | 4.6  | 3.1  |
| المسيرة |                           | 37  | 10  | 18.0  | .421    | .326   | .768  | 1.6    | 2.8 | 1.4    | 0.0  | 4.7  | 4.4  |

## روابط خارجية
- نيكولا أوتاشفيتش على موقع الاتحاد الدولي لكرة السلة (الإنجليزية)
- نيكولا أوتاشفيتش على موقع الدوري الأوروبي لكرة السلة (الإنجليزية)
- نيكولا أوتاشفيتش على موقع كرة السلة الأوروبية.كوم (الإنجليزية)
- نيكولا أوتاشفيتش على موقع ريلجم (الإنجليزية)
- نيكولا أوتاشفيتش على موقع بروبوليرز (الإنجليزية)
- نيكولا أوتاشفيتش على موقع سبورتس رفرنس (الإنجليزية)